# Gret Niggli
Gret Niggli (geboren 16. Januar 1882 in Aarau; gestorben 10. Juni 1954 in Zürich) war eine Schweizer Malerin.

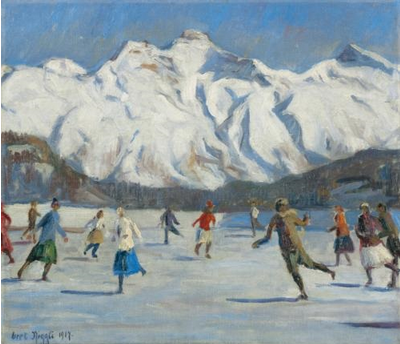
Schlittschuhläufer (1917)

## Leben
Margaretha Niggli war eine Tochter des Stadtschreibers und Musikschriftstellers Arnold Niggli (1843–1927) und der Johanna Bohnenblust, sie hatte vier Geschwister, der Bruder Friedrich Niggli (1875–1959) wurde Musikpädagoge, ihre Schwester Julia Niggli (1873–1959) wurde Übersetzerin und schrieb Novellen. Sie besuchte nach der Bezirksschule ein Töchterinstitut. 1901 ging sie für ein Jahr an die École des Beaux-Arts Genf. Zurück in Aarau, machte sie ein Diplom als Handarbeitslehrerin und erwarb 1907 das Diplom als Zeichenlehrerin.
In den Jahren 1907/08 und 1909/10 war sie in einem Mädchenpensionat in Ilsenburg (Harz) als Zeichen- und Klavierlehrerin tätig. Danach lebte sie als Haustochter bei ihren Eltern, die nach Zürich gezogen waren, und lebte nach dem Tod der Mutter mit dem Vater und der älteren Schwester. Sie hielt gelegentlich an Töchterinstituten Kurse in Zeichnen und Musik. 1920 und 1929 weilte sie für längere Zeit in Paris. Niggli spezialisierte sich auf die Blumenmalerei. Zwischen 1921 und 1936 war sie Mitglied der Schweizerischen Gesellschaft Bildender Künstlerinnen (SGBK).